# Eugène Trutat
Pour les articles homonymes, voir Trutat.
Charles Louis Eugène Trutat est un photographe, pyrénéiste, géologue et naturaliste français, né le 25 août 1840 à Vernon (Eure) et mort le 6 août 1910 à Foix (Ariège). Il fut directeur du muséum d’histoire naturelle de Toulouse. Son cousin Félix Trutat (1824-1848) est un peintre français reconnu de l'École de Dijon.

## Biographie
Eugène Trutat naît à Vernon (Eure), où son père Félix Trutat, officier subalterne, est affecté à l'intendance militaire. Celui-ci est ensuite affecté à Toulouse et le jeune Eugène suit des études au collège des Jésuites. Il prend goût aux sciences naturelles et entreprend des études de médecine qu'il va poursuivre à Paris, en 1856, à la faculté de médecine et au muséum d'histoire naturelle. Il revient à Toulouse en 1860 pour y achever ses études et participe alors à la création du Muséum d'histoire naturelle de cette ville. Il est membre de nombreuses sociétés savantes, notamment la Société de photographie de Toulouse, dont il est fondateur. En 1864, il épouse Caroline Cambe au château de Cornusson dans la commune de Parisot près de Caylus (Tarn-et-Garonne). Deux enfants naîtront de cette union : Paul en 1865 et Henri en 1868.

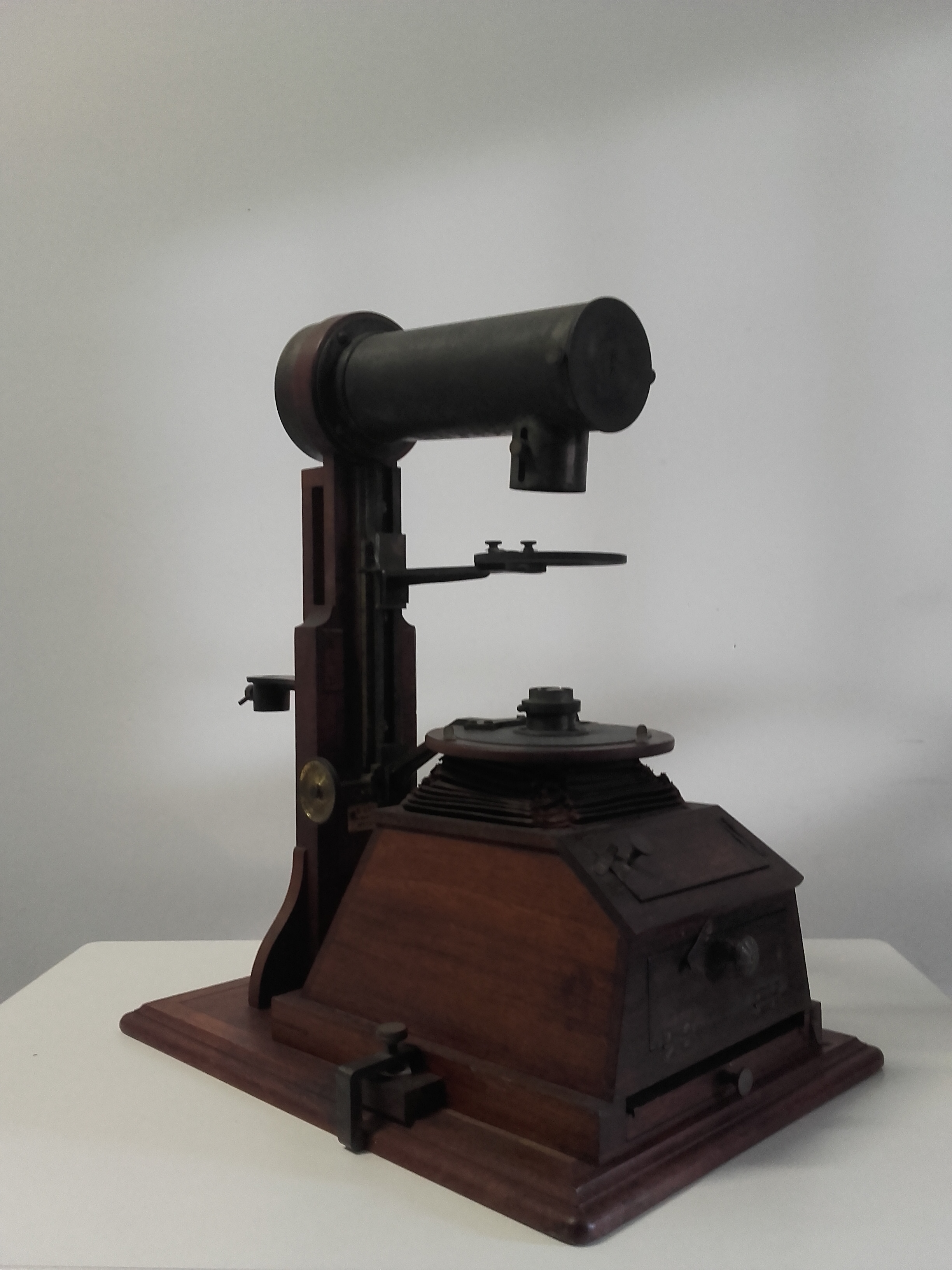
Appareil microphotographique vertical de Leitz, récolté par Eugène Trutat, Muséum de Toulouse.

Il participe activement à l’exploration des Pyrénées, principalement autour de Luchon et de l'Ariège. Il réalise des études sur les glaciers, mesurant leur progression, avec Maurice Gourdon (Aneto et Maladeta). En 1876, avec Charles Fabre, il fonde la section Pyrénées centrales du Club alpin français.
Il commence à pratiquer la photographie en 1859 et publie régulièrement des ouvrages techniques sur le sujet. Il est l’auteur et le collecteur de près de 15 000 photographies, dont des autochromes (photographies en couleur). Il est président de la Société photographique de Toulouse, membre de la commission des monuments historiques de Toulouse.
Il est engagé en janvier 1865 au Muséum d’histoire naturelle de Toulouse, créé par Édouard Filhol et le docteur Jean-Baptiste Noulet. Il en devient ainsi le premier conservateur avant d’en être également le directeur entre 1890 et 1900. Pendant cette période, il habite à l'hôtel Roguier au no 3 de la rue des Prêtres.
Il est nommé chevalier de la Légion d'honneur en 1891.
En 1900, lorsqu'il se retire à Foix, Eugène Trutat se concentre sur la photographie et publie dans la Revue suisse de photographie qui est alors dirigée par le docteur Rodolphe Archibald Reiss, chimiste de formation, professeur de photographie judiciaire à l’université de Lausanne et pionnier de la criminalistique. Ses articles connaissent une diffusion internationale. « Je dois dire […] que je suis obligé de me tenir au courant de tout ce qui se fait en photographie, et quand je trouve sur ma route une nouveauté excellente, la tentation l’emporte sur la raison… Et ma collection s’augmente d’un numéro de plus. ».
Il ne cesse de donner son avis sur ces nouveaux instruments ; il les essaie systématiquement et s’oblige à n’évoquer, dans ses écrits, que ce qu’il a vu et fait. En 1906, il reçoit la médaille d’argent de la Société française de photographie pour l’intérêt de ses travaux. Eugène Trutat croyait en l'intérêt des recherches scientifiques en photographie. La période entre 1900 et 1910 où Eugène Trutat s'est consacré entièrement à la photographie a fait de travaux de recherche partiellement publiée dans l'ouvrage Eugène Trutat, savant et photographe.

## Distinctions
- Chevalier de la Légion d'honneur (1891)

## Œuvre

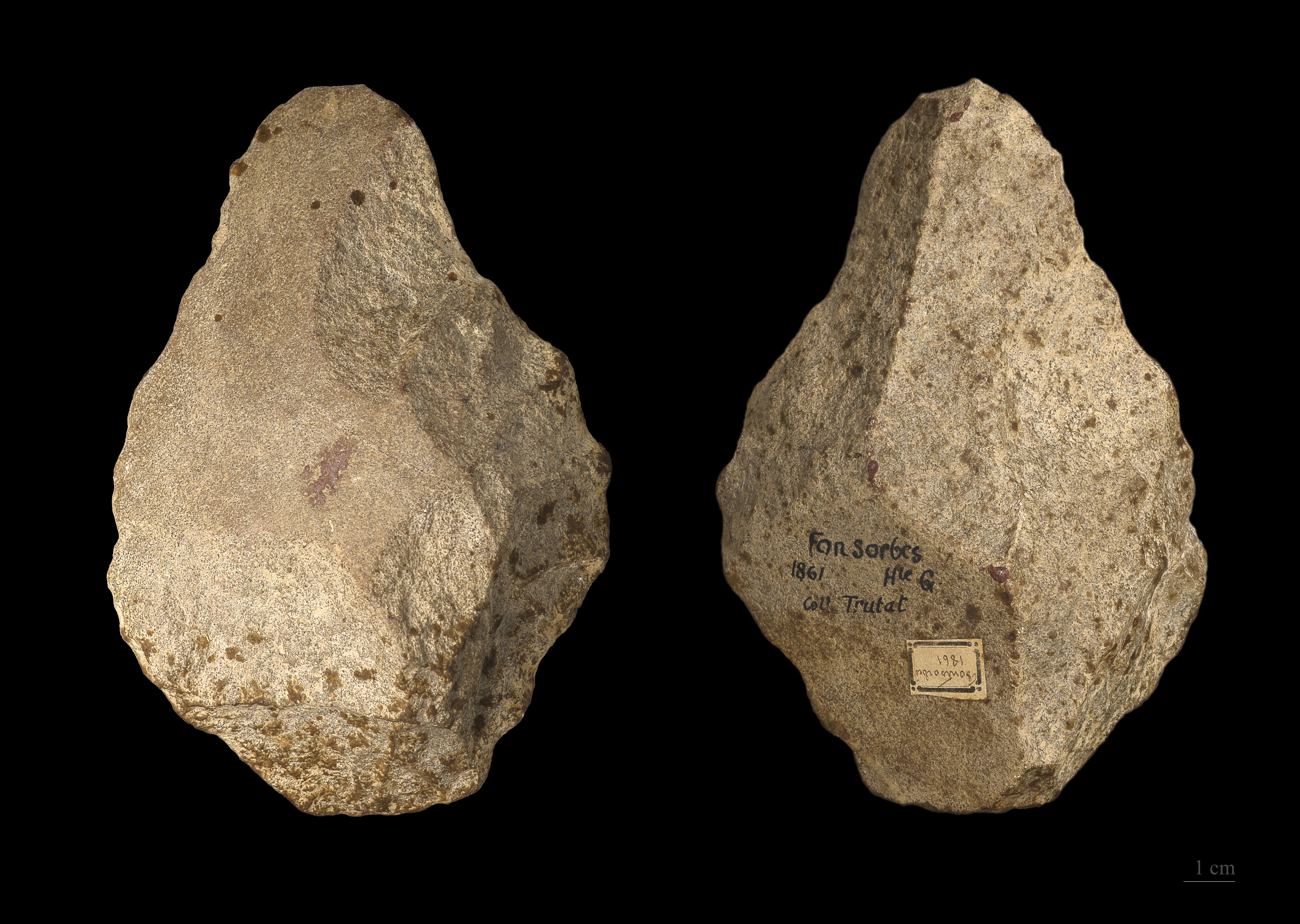
Galet aménagé de la collection Trutat, muséum de Toulouse.

La bibliothèque de Toulouse conserve un fonds de 5 000 photographies sur plaques de verre, échelonnées entre 1870 et 1910, sur les Pyrénées ; le muséum de Toulouse possède 14 000 plaques, de 1858 à 1910, dont des autochromes et les seules photographies des inondations de 1875 à Toulouse (Crue de la Garonne). Ses photographies couvrent un large éventail de représentations et constituent une source de renseignements sur les Pyrénées de la fin du XIXe siècle : paysages, sites, vie quotidienne, ascensions et excursions, et ses amis les pyrénéistes et les guides : Maurice Gourdon, Émile Belloc, Henri Beraldi, etc. Beraldi qui dit de lui :

« Trutat a été l'apôtre, le vulgarisateur de la conférence pyrénéiste ; conférencier sobre et élégant, comme un professeur qui a la longue expérience d'un cours devant un auditoire empressé (au Muséum de Toulouse), c'est lui cependant qui a tenu pour le vrai principe de la conférence à projections : peu de paroles, et surtout pas de considérations préliminaires, le public en piaffe d'impatience : la lanterne magique tout de suite ! Et voilà ce qu'est la conférence à projections, c'est la projection avec le moins de conférence possible. C'est un divertissement entré dans les mœurs. »

On lui doit également la récolte de nombreux spécimens de mobilier préhistorique. Cette collection fut donnée au muséum de Toulouse.

### Fonds photographique Eugène Trutat
Le fonds photographique Eugène Trutat est conservé dans trois institutions toulousaines distinctes. La photothèque du muséum de Toulouse conserve près de 14 000 plaques de verre, tirages et négatifs papiers, réalisés par Trutat dans le cadre de son travail de conservateur et scientifique. 1010 d'entre elles ont cependant été achetées par la Ville de Toulouse à sa veuve le 18 novembre 1910 pour la somme de 260 francs. Une partie de son matériel photographique est également conservée dans les réserves du musée (lanterne magique, chambre photographique et visionneuse stéréoscopique). Chaque année, il reproduisait 300 clichés pour les projections des instituteurs et les conférences populaires, ce qui représente plusieurs milliers de documents.
La seconde partie de la collection des photographies d’Eugène Trutat appartient à l’Association des Toulousains de Toulouse et amis du Vieux-Toulouse. Elle leur fut offerte en 1971 par le colonel Jean Trutat, petit-fils de l’ancien directeur du muséum.
Trois ans plus tard, en février 1974, M. Calestroupat déposait à la bibliothèque municipale la plus grande partie de ce don (environ 4 700 clichés). La dernière partie du fonds (environ 500 photographies) est déposée aux archives municipales en décembre 2006 par l’Association des Toulousains de Toulouse.
La majorité des pièces sont donc conservées au muséum de Toulouse avec 14 000 plaques de verre soit 1 110 kg de verre uniquement pour ce fonds. L'ensemble du fonds est aujourd'hui numérisé et une partie est accessible sur internet. On peut y trouver une grande variété d'images prises entre 1858 et 1910, sur des sujets comme : les collections et bâtiments du muséum de Toulouse, dont les célèbres clichés des crânes déformés, ses expéditions dans les Pyrénées seul ou accompagné par Maurice Gourdon, Félix Régnault, Georges Ancely ou Charles Fabre, des portraits anthropologiques, la ville de Toulouse et notamment la crue de la Garonne en 1875, de nombreuses villes et villages en France (Albi, Nice, Ax-les-Thermes...) et à l'étranger (Alger, Monaco, Rome...), ainsi que des événements tels que l'Exposition universelle de 1900. À Toulouse, il photographia d'anciens quartiers avant les percées haussmanniennes, le Capitole et sa place, les édifices religieux comme l'église Notre-Dame de la Dalbade, l'église des Jacobins, le cloître des Augustins ou encore la basique Saint-Sernin avant sa restauration... Il s'intéressa aux petits métiers comme les cireurs de chaussures, les concasseurs de pierres, les pêcheurs de sable, les lavandières. Il parcourut les marchés aux puces et les foires à l'ail et de matériels agricoles. Ses photographies sont un témoignage important de la vie toulousaine au XIXe.
Eugène Trutat n'est pas l'auteur de toutes les images conservées dans les fonds photographiques. Il collectait et échangeait des clichés avec ses amis et ses confrères afin notamment d'illustrer ses conférences. Il est parfois difficile d'identifier les sujets des photographies et leurs auteurs. Cela nécessite un recoupement entre les fonds, un travail d'identification et d'expertise des procédés photographiques. Ces recherches sont conduites par la photothèque du muséum de Toulouse depuis 2005.
Une partie de ce fonds photographique de la photothèque du muséum de Toulouse est disponible en ligne sur Wikimedia Commons dans le cadre du projet Phoebus mis en place par la mairie de Toulouse et Wikimédia France en 2010.
Du 31 janvier au 27 mars 2020, des photographies d'Eugène Trutat ont été présentées au public dans l’exposition Rude forms among us au sein de la prestigieuse école d'architecture de Los Angeles, à la galerie du Southern California Institut Of Architecture (SCI-Arc). L'architecte Anna Neimark, avec la contribution de Frédérique Gaillard, a exposé un projet architectural inspiré de dolmens français et plus particulièrement des photographies d'Eugène Trutat représentant le dolmen de Vaour (Tarn). Plusieurs photographies originales étaient inédites.

Collection photographique Eugène Trutat, photothèque du muséum de Toulouse
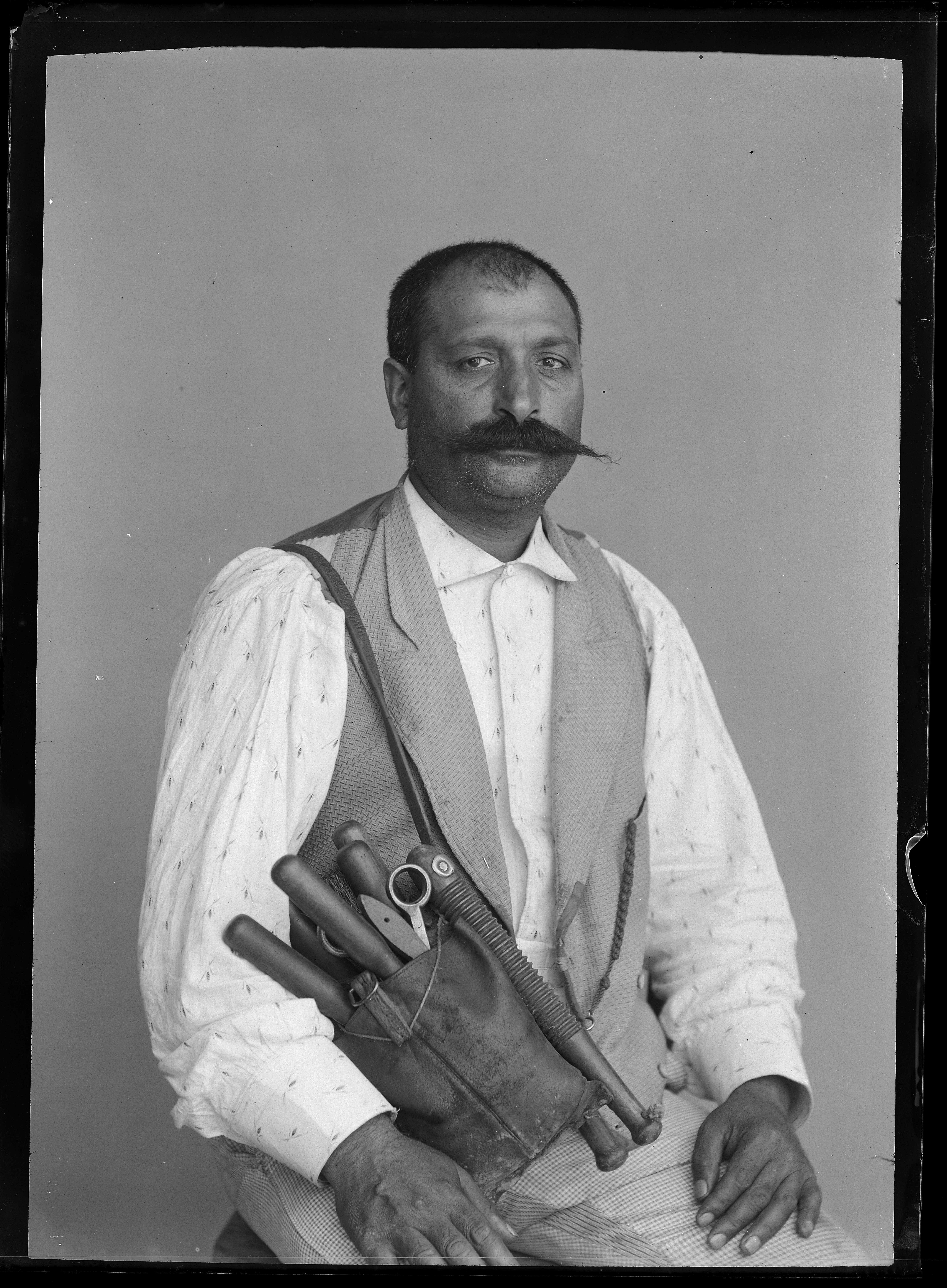
Portrait anthroplogique : Espinasse père, gitan de Saint-Cyprien, Toulouse, 1895.
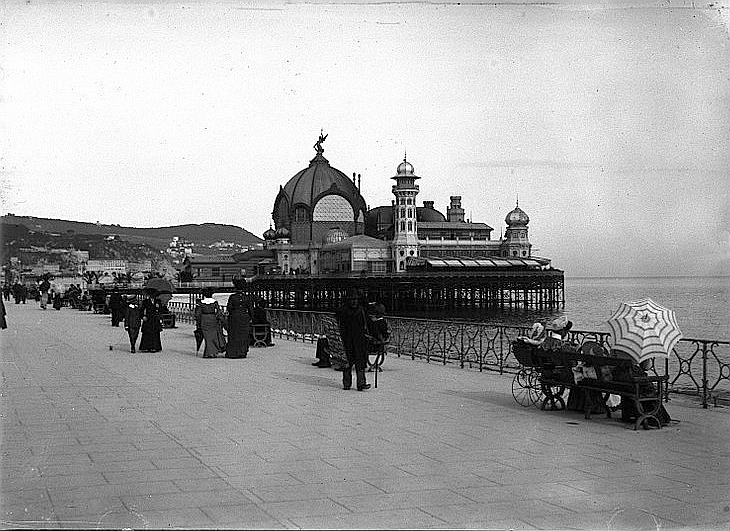
Casino et Promenades des anglais, Nice, 1904.
Grand Palais, Exposition Universelle de 1900, Paris.
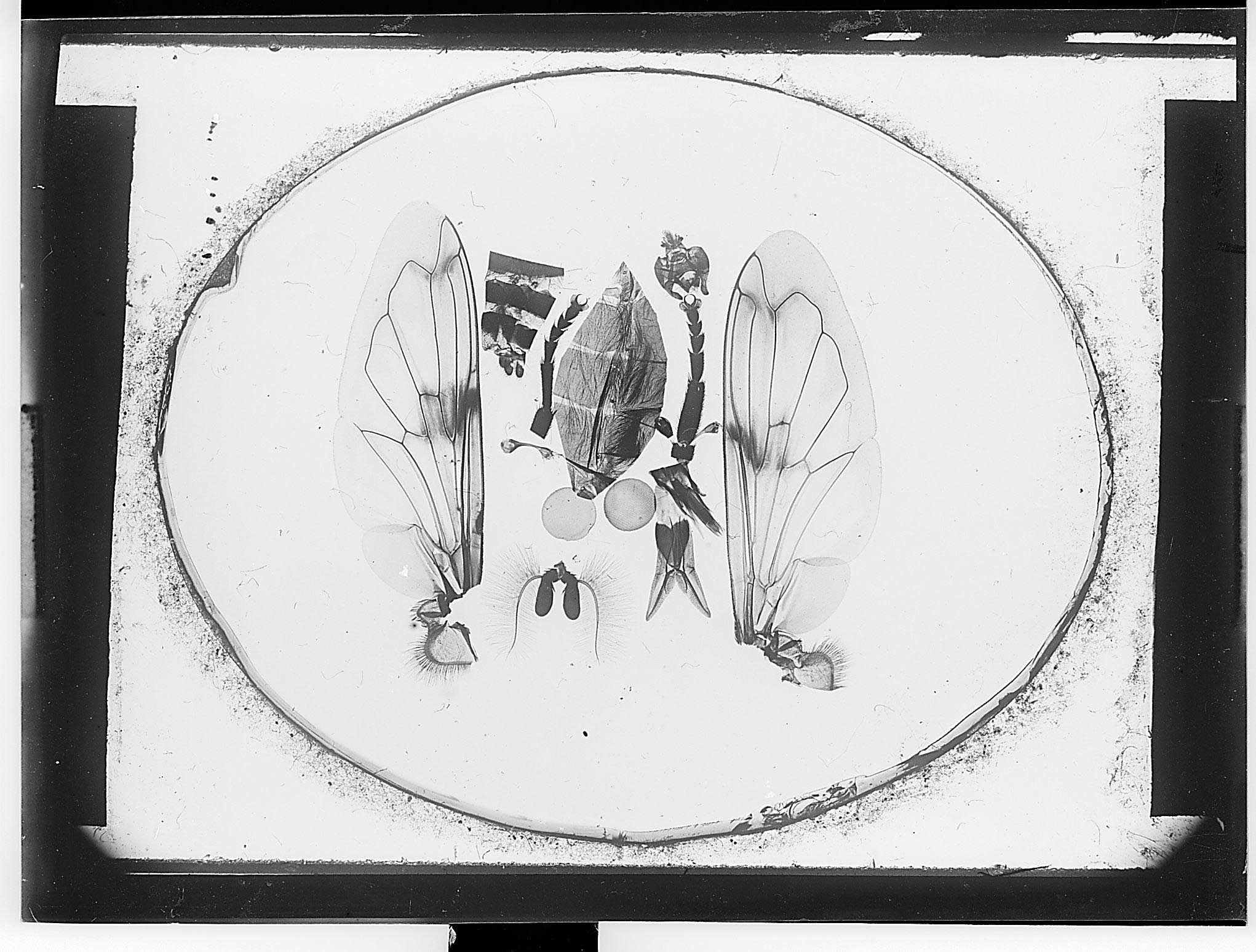
Pièces anatomiques d'un diptère, s.d.
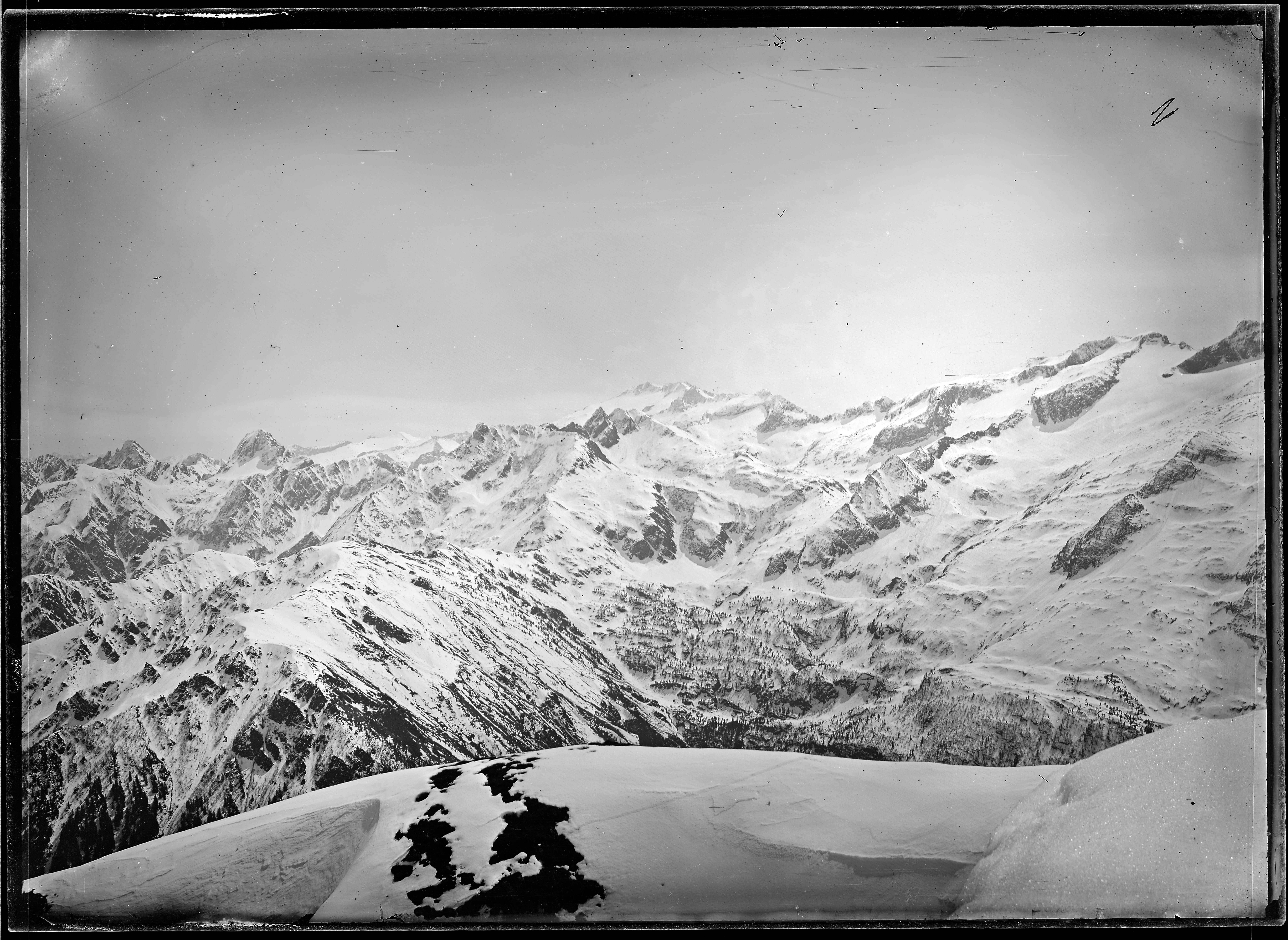
Luchon, au sommet du Céciré : vallée du Lys, s.d.
Paris, Exposition universelle de 1900.
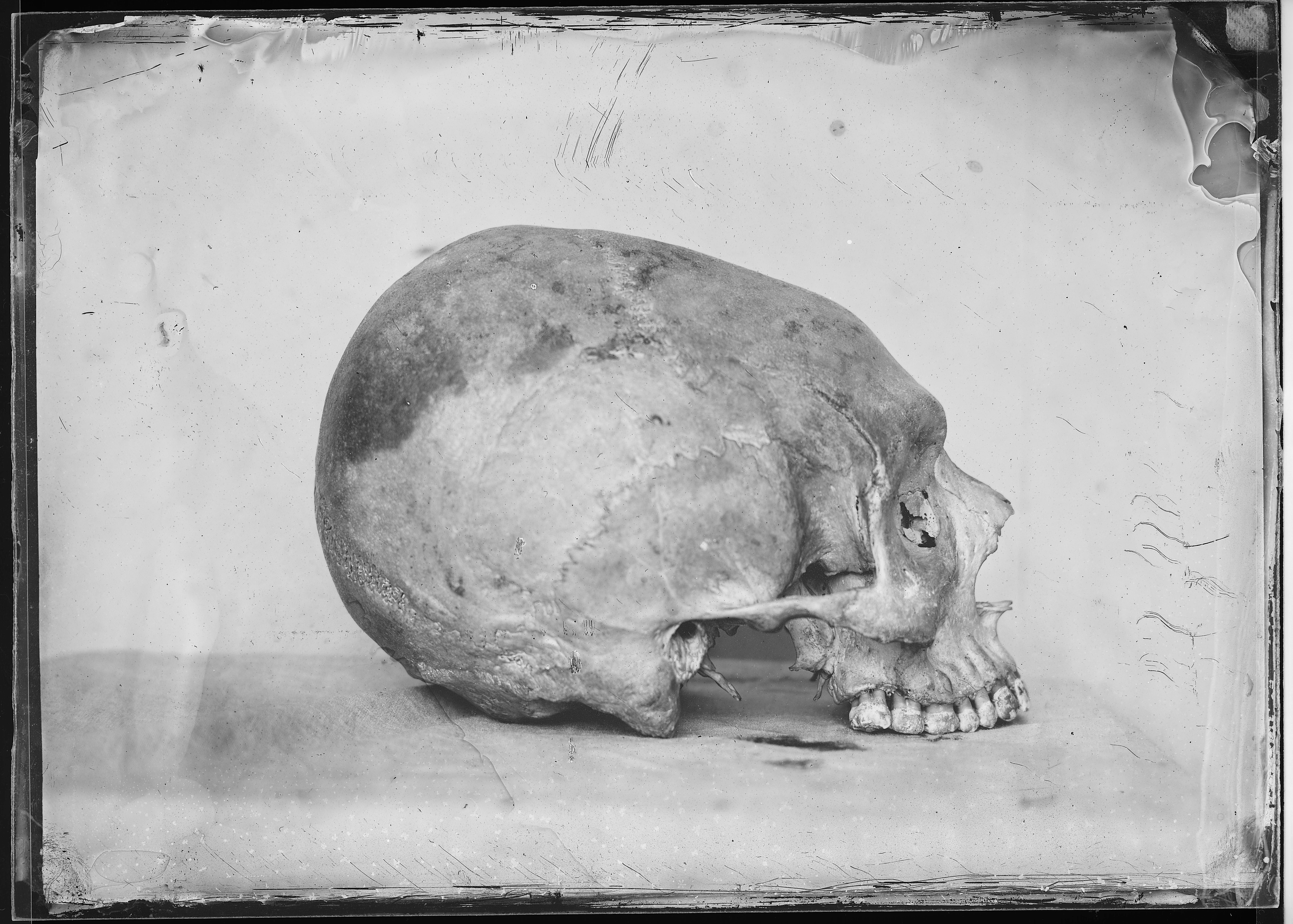
Crâne toulousain déformé.

### Publications
Eugène Trutat a beaucoup publié. On compte 44 monographies et près de 103 articles. Les thèmes abordés sont la photographie (technique, procédés, enseignement, projection), la géologie, la biologie, la paléontologie, la zoologie, la géographie, la sociologie et l'art.
- La photographie appliquée à l'archéologie : reproduction des monuments, oeuvres d'art, mobilier, inscriptions, manuscrits, Paris, Gauthier-Villars, coll. « Actualités scientifiques », 1879, 139 p. (lire en ligne).

« La photographie, dans ce cas, est d’un grand secours ; elle atteint une telle perfection, qu’elle parvient à mettre sous les yeux de l’archéologue les objets eux-mêmes, et, par les tirages photomécaniques, elle rend possible la publication de planches excellentes, qui suppriment à la fois le dessinateur et le graveur ».
- Traité élémentaire du microscope, Paris, Gauthier-Villars, 1883.
- La Photographie appliquée à l’histoire naturelle, 1884.
- Les Papiers photographiques par développement.
- Une excursion à Montpellier-le-Vieux (Aveyron), Toulouse, imp. Durand, 1885.
- Traité pratique des agrandissements photographiques, Paris, Gauthier-Villars et fils, 1891 (Lire en ligne).
- Le Midi pittoresque, la Vallée de la Garonne, Limoges, Marc Barbou et Cie, 1894.
- La photographie en montagne, 1894 (Lire en ligne).
- Les Pyrénées, Paris, librairie J.-B. Baillière, 1896.
- Traité général des projections, 1897 (Lire en ligne).
- La Photographie animée, 1899 (Lire en ligne).
- Dix Leçons de photographie, 1899.

L'ensemble de sa bibliographie a été publié pour la première fois dans l'ouvrage Eugène Trutat, savant et photographe publié par le Muséum de Toulouse en 2011.

## Galerie

Fonds photographique Eugène Trutat, photothèque du muséum de Toulouse
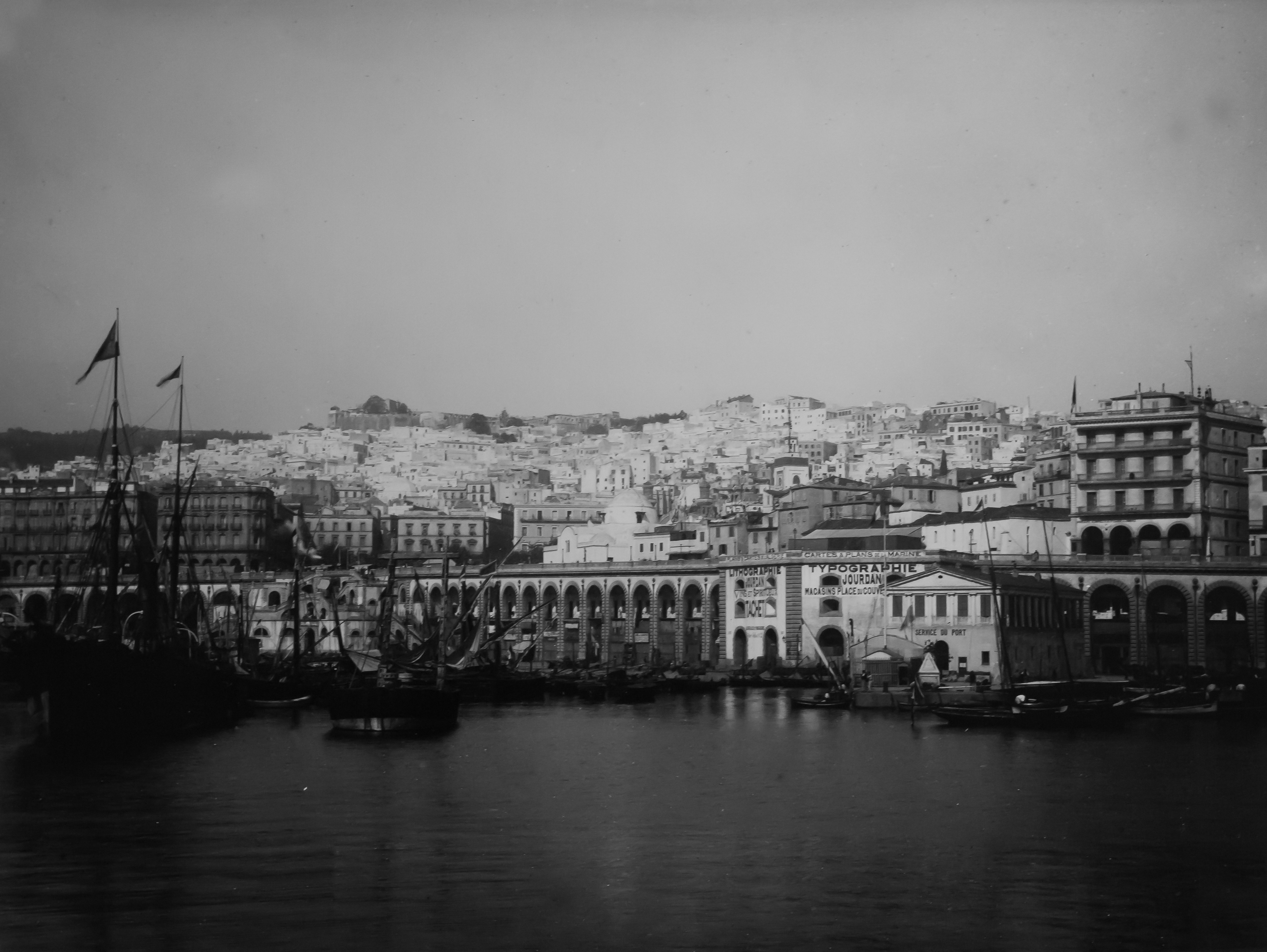
Le port d'Alger, Algérie, 1881.
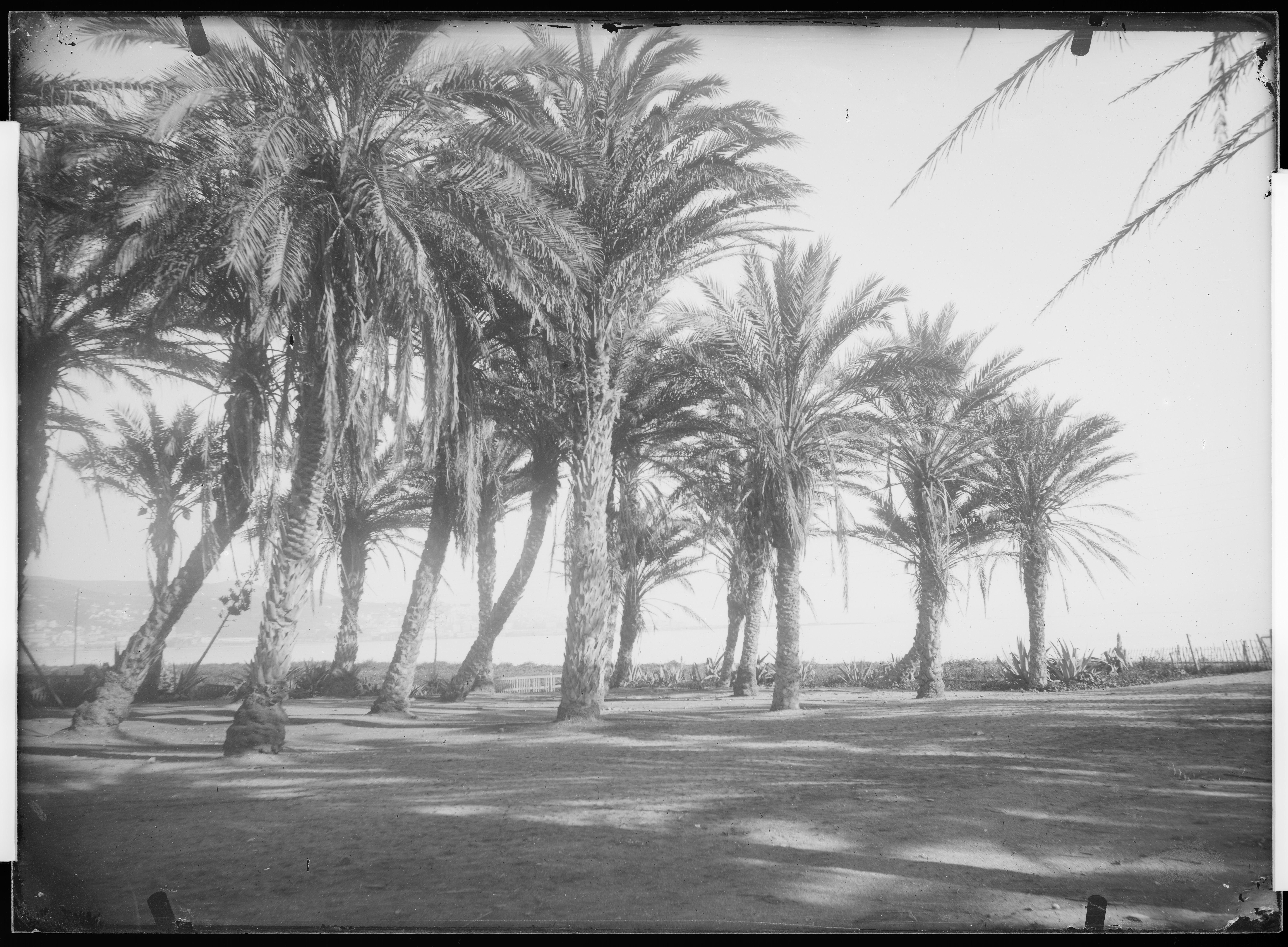
Les palmiers d'Alger, Algérie, 1881.
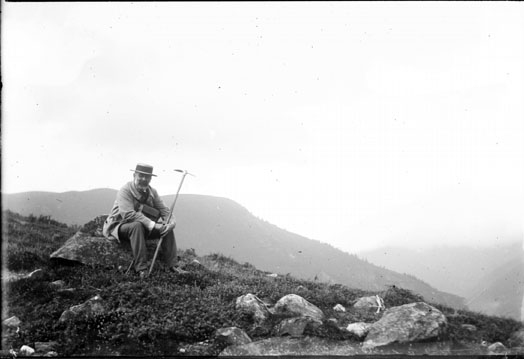
Ego sur le fauteuil de presse, autoportrait d'Eugène Trutat, Luchon, 1897.
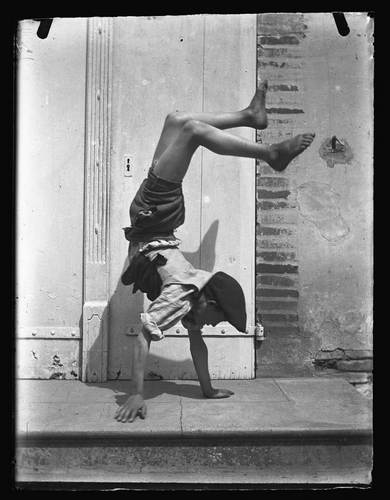
Le saut. Instantané.
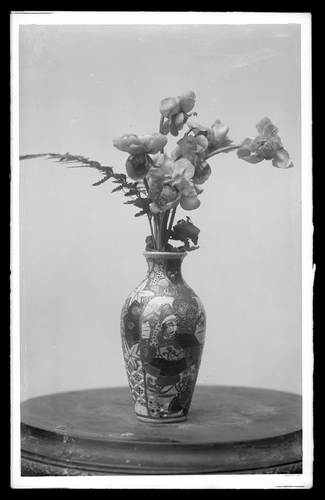
Nature morte.
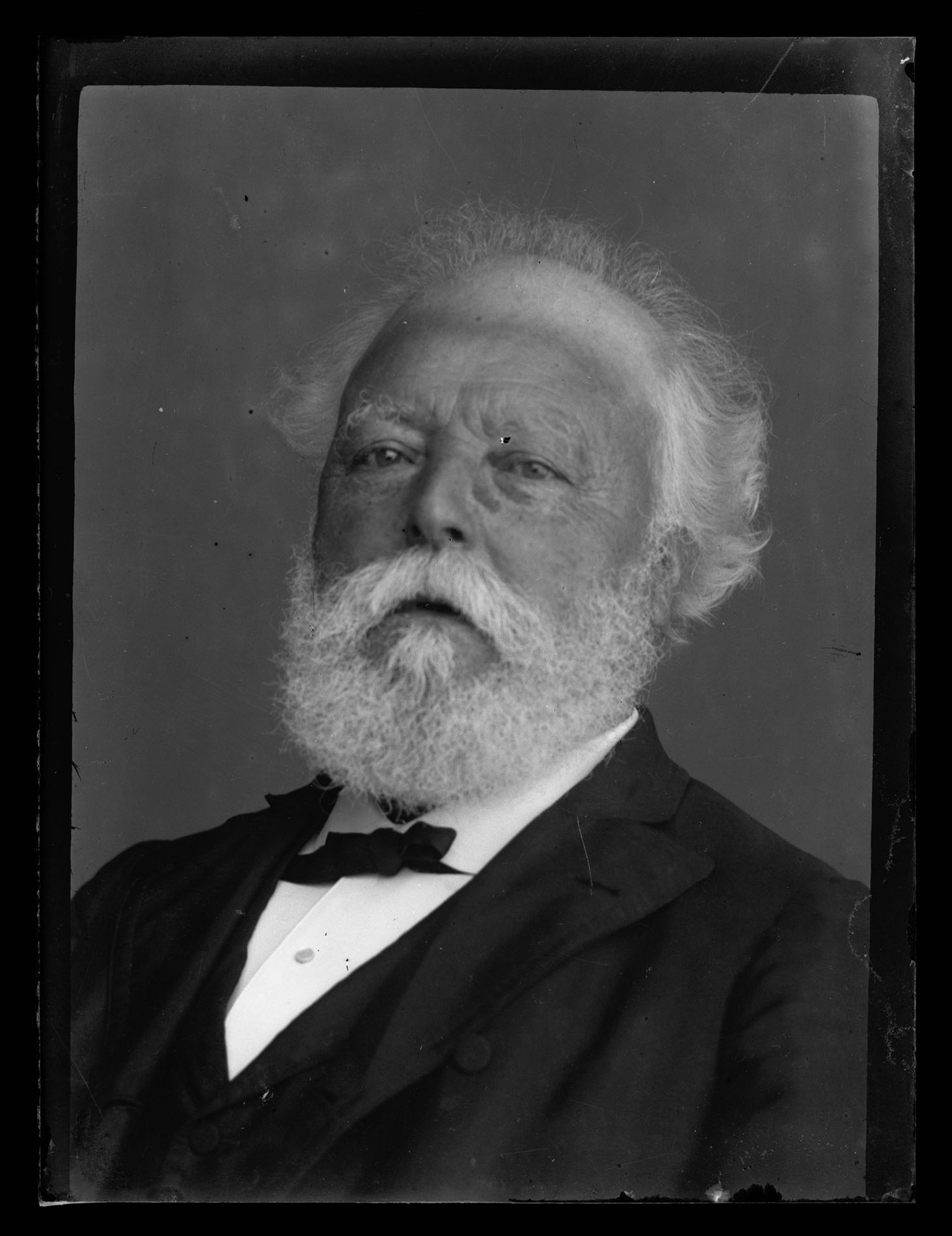
Timothée Rey.
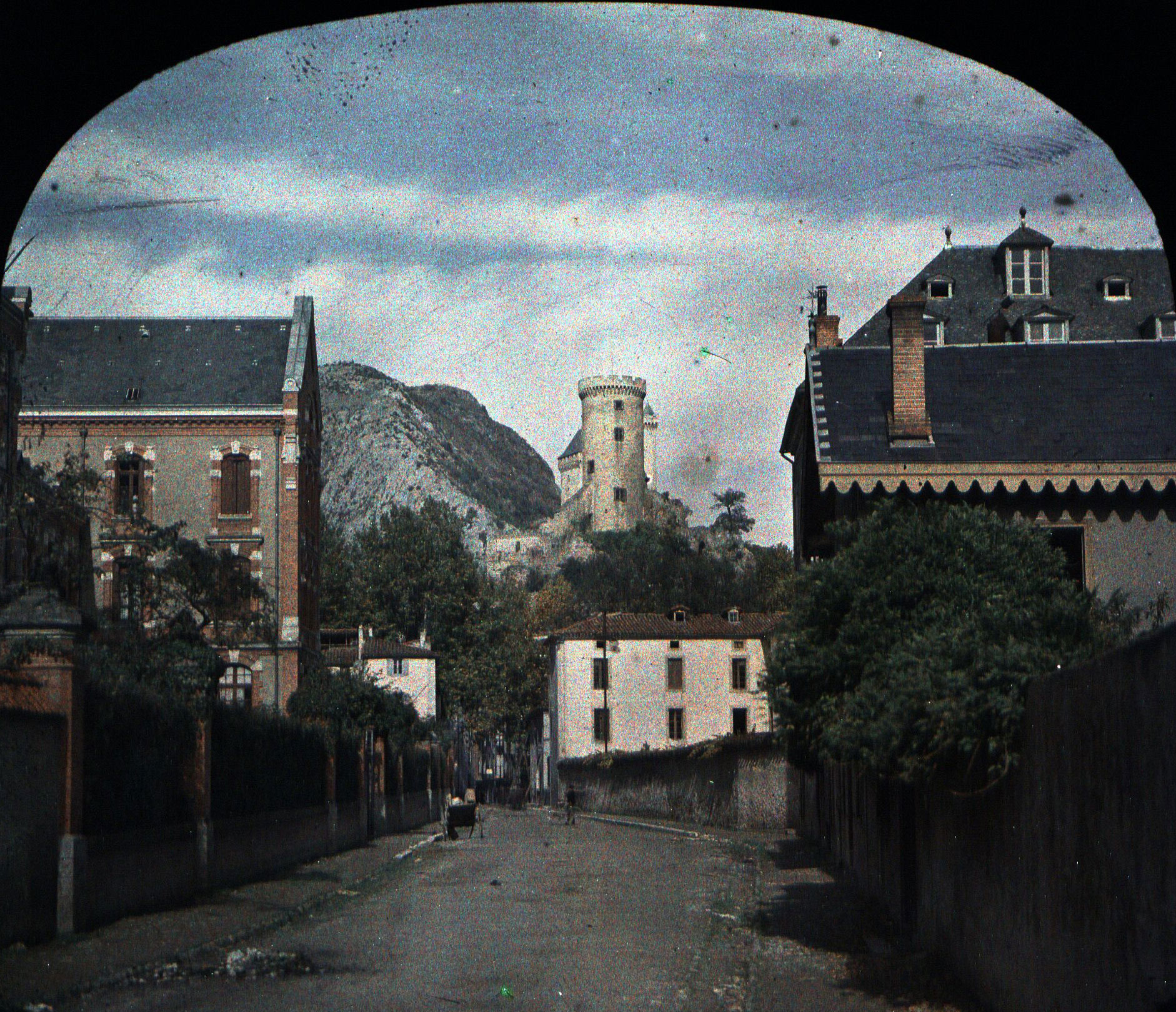
Vue sur le château de la rue du Lycée, Foix.
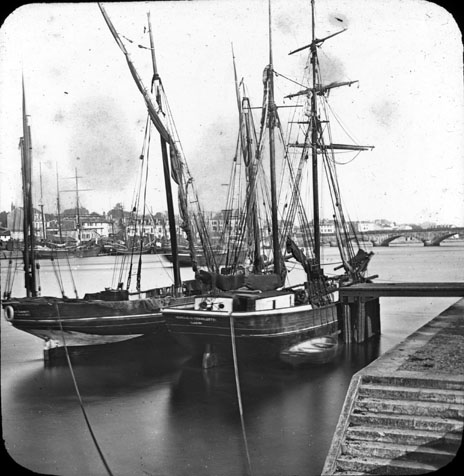
Vue sur l'Adour, Bayonne, Basses-Pyrénées.
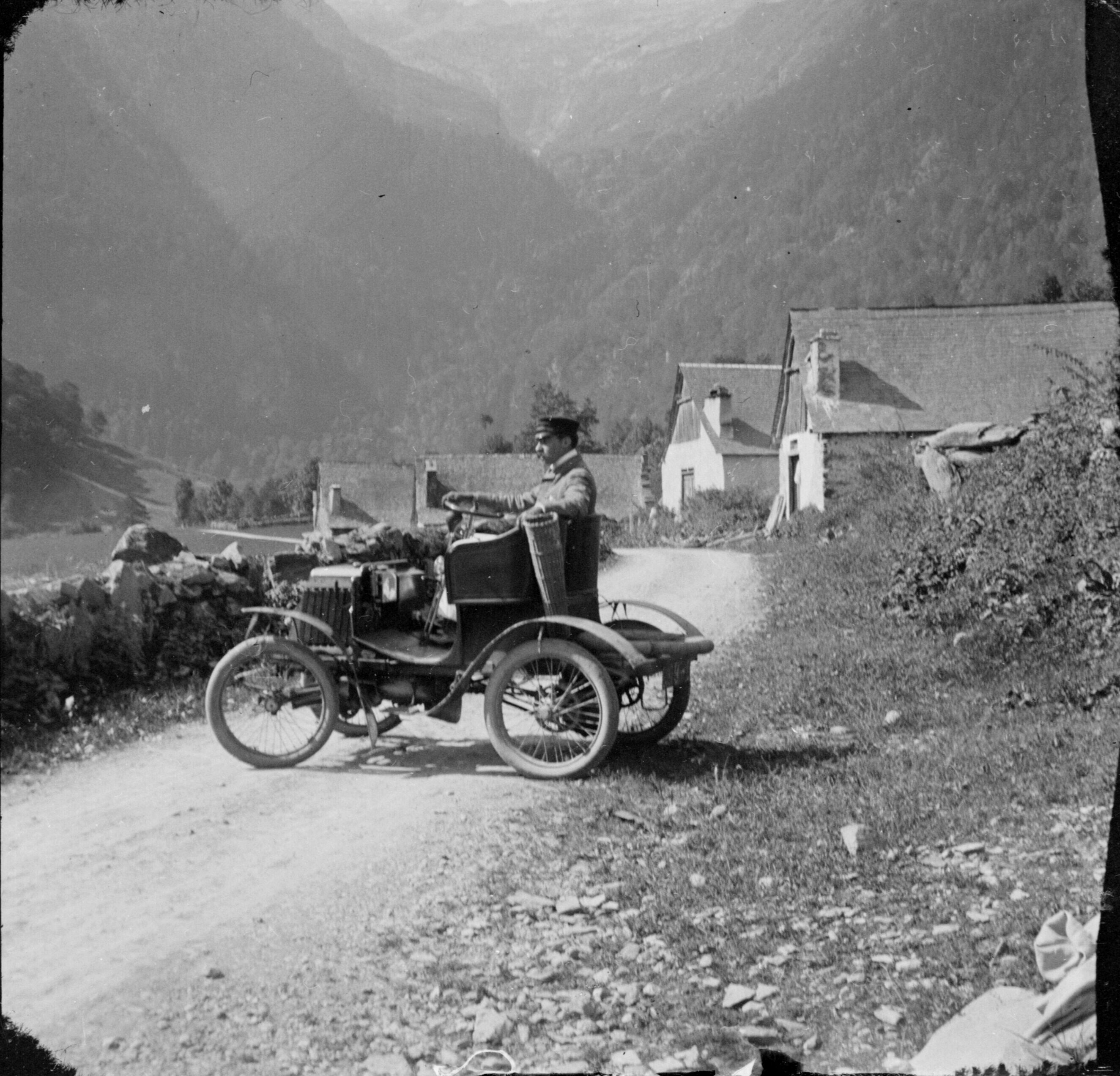
Voiture automobile, Luchon, 1904.
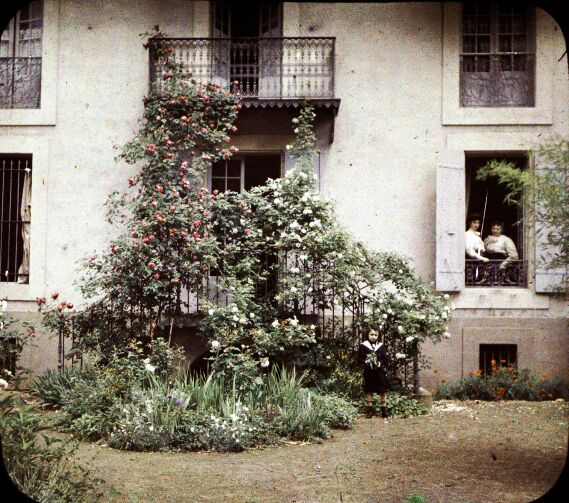
Balcon aux rosiers.
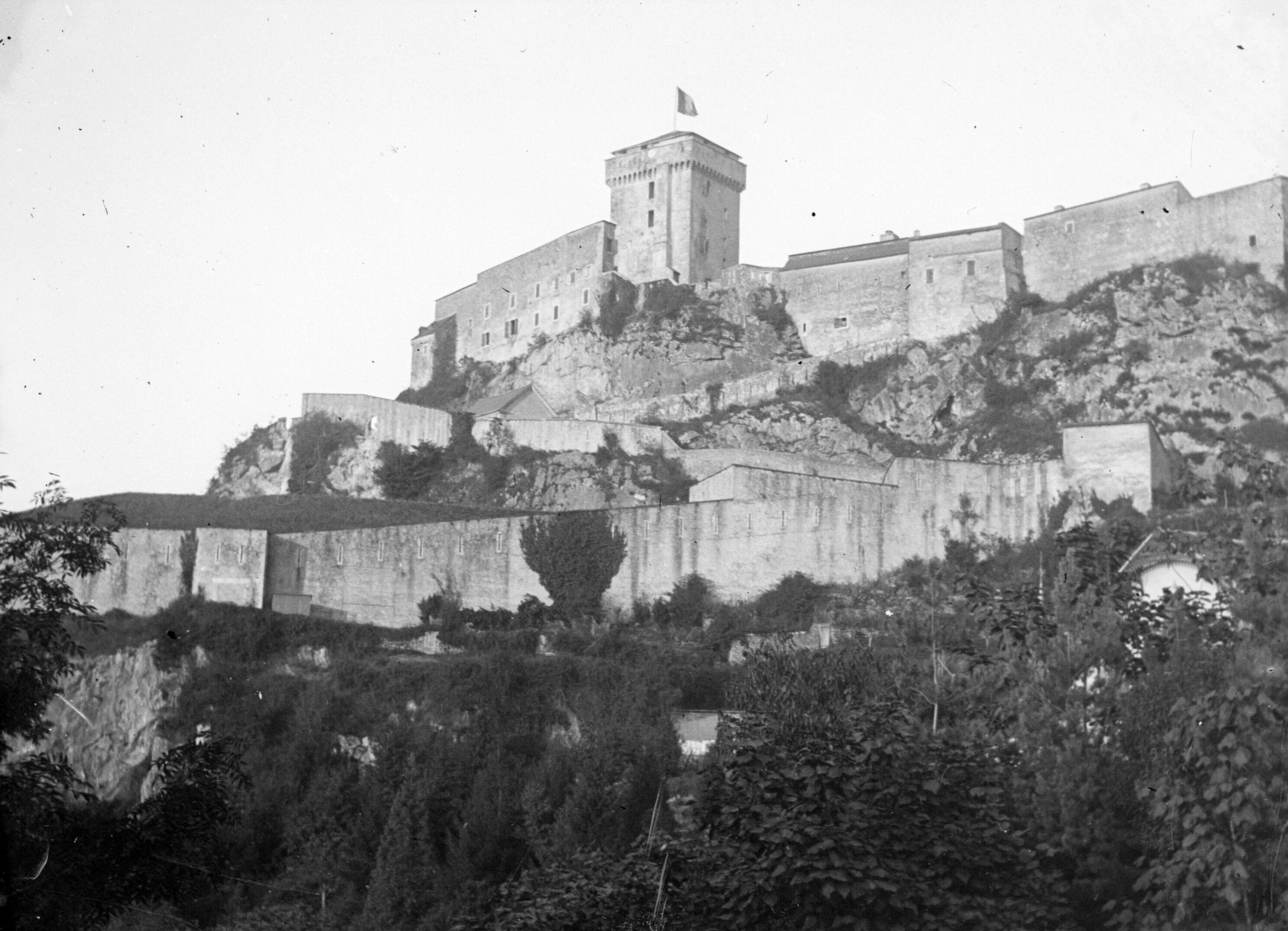
La citadelle, Lourdes, 1898.
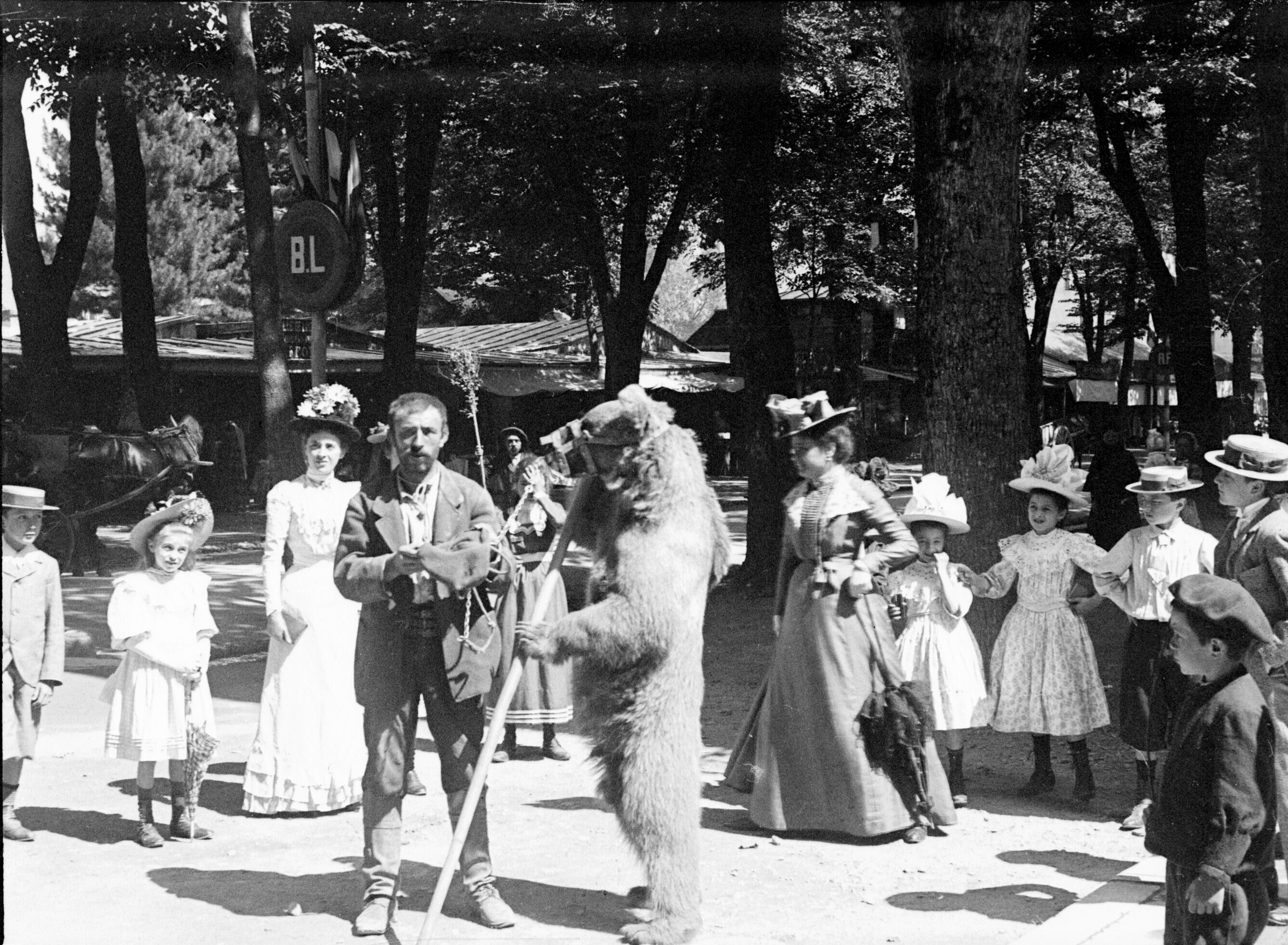
Ours, Luchon, 1900.
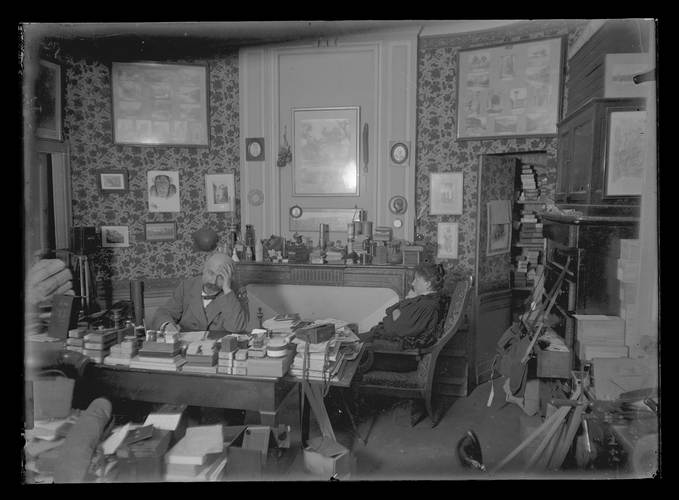
Eugène Trutat et Caroline en 1898.
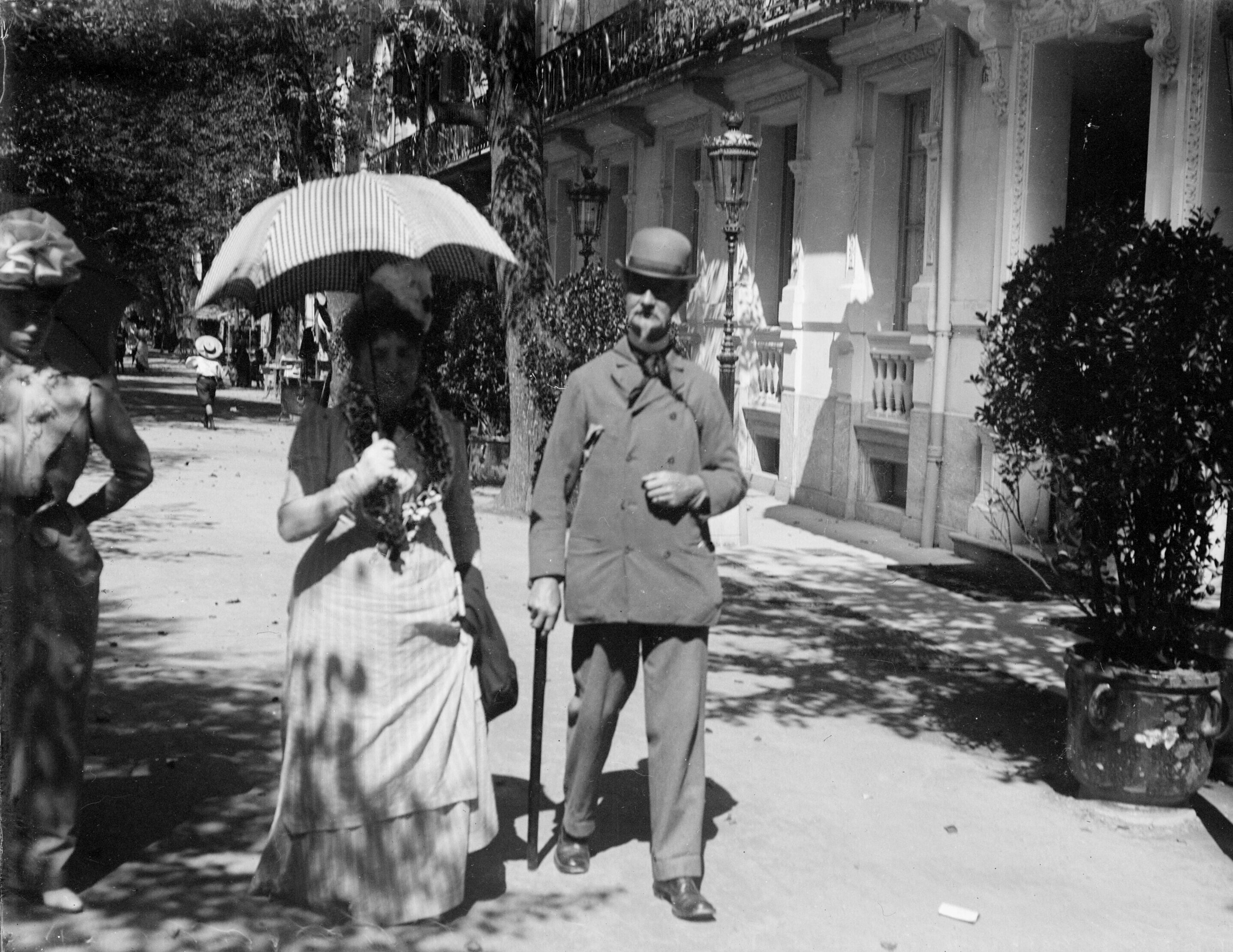
M. Russell, Caroline, Luchon, allée d'Etigny, 1899.
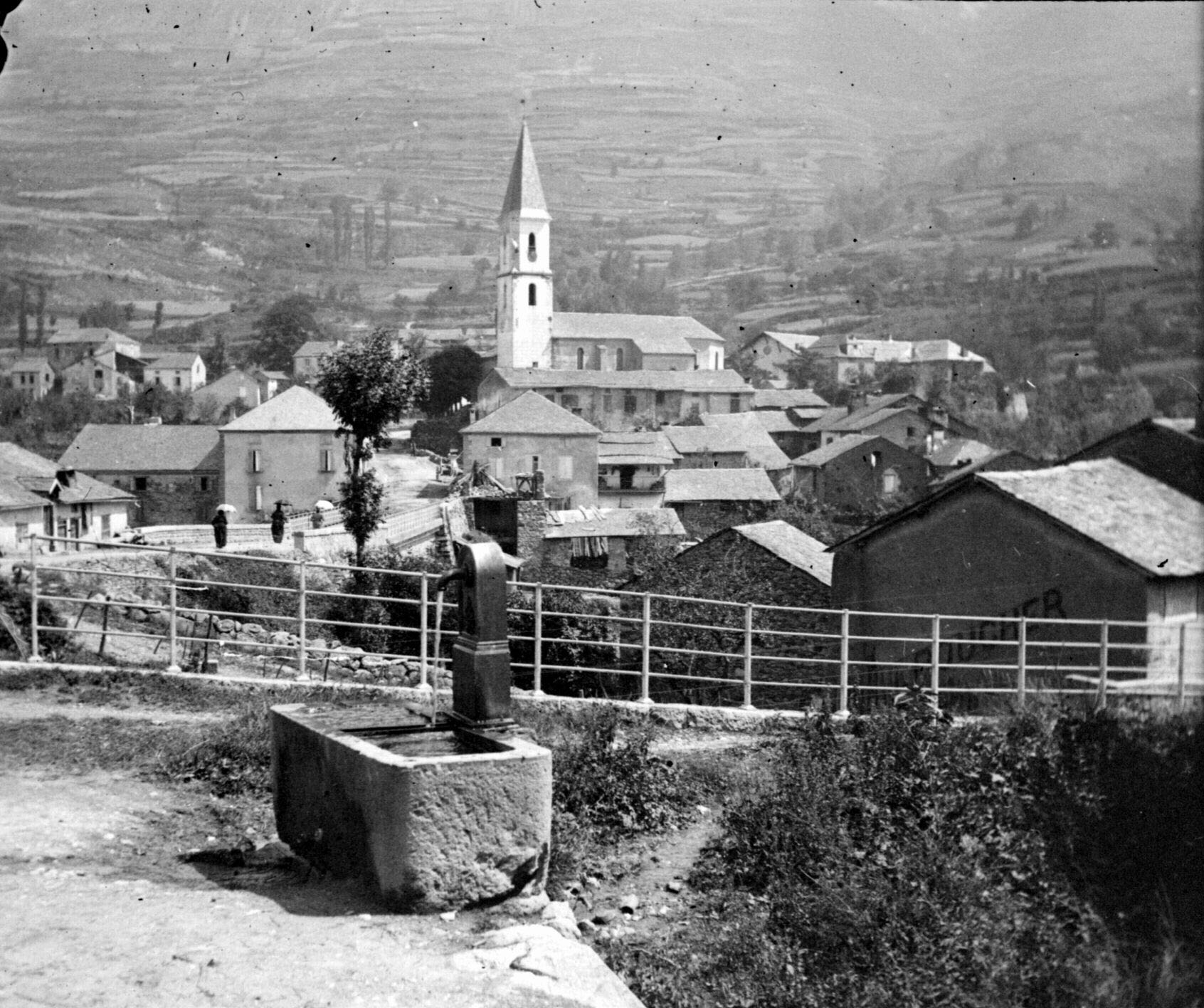
Luzenac, Ariège, 1900.
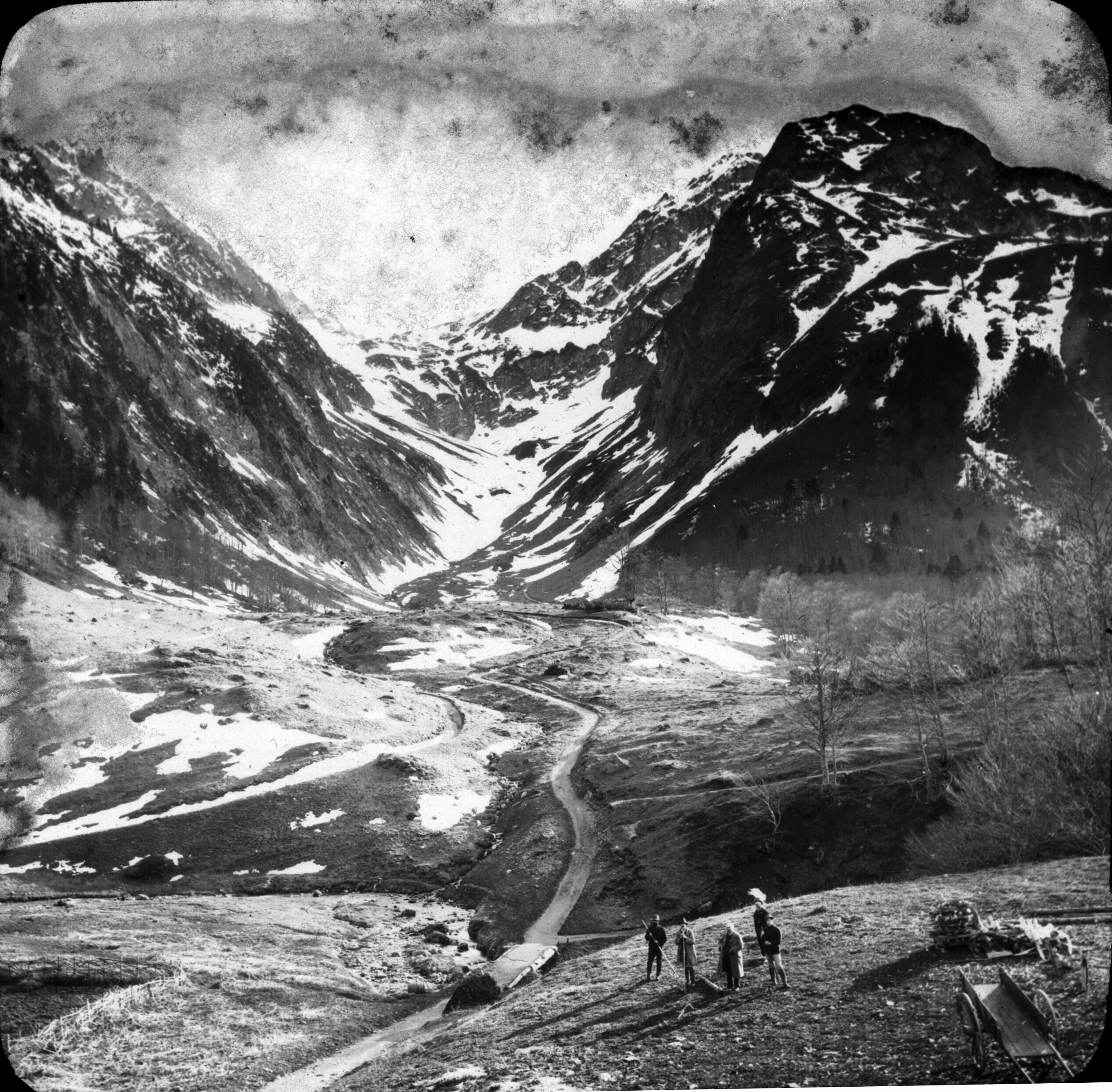
Le port de Venasque, Luchon.
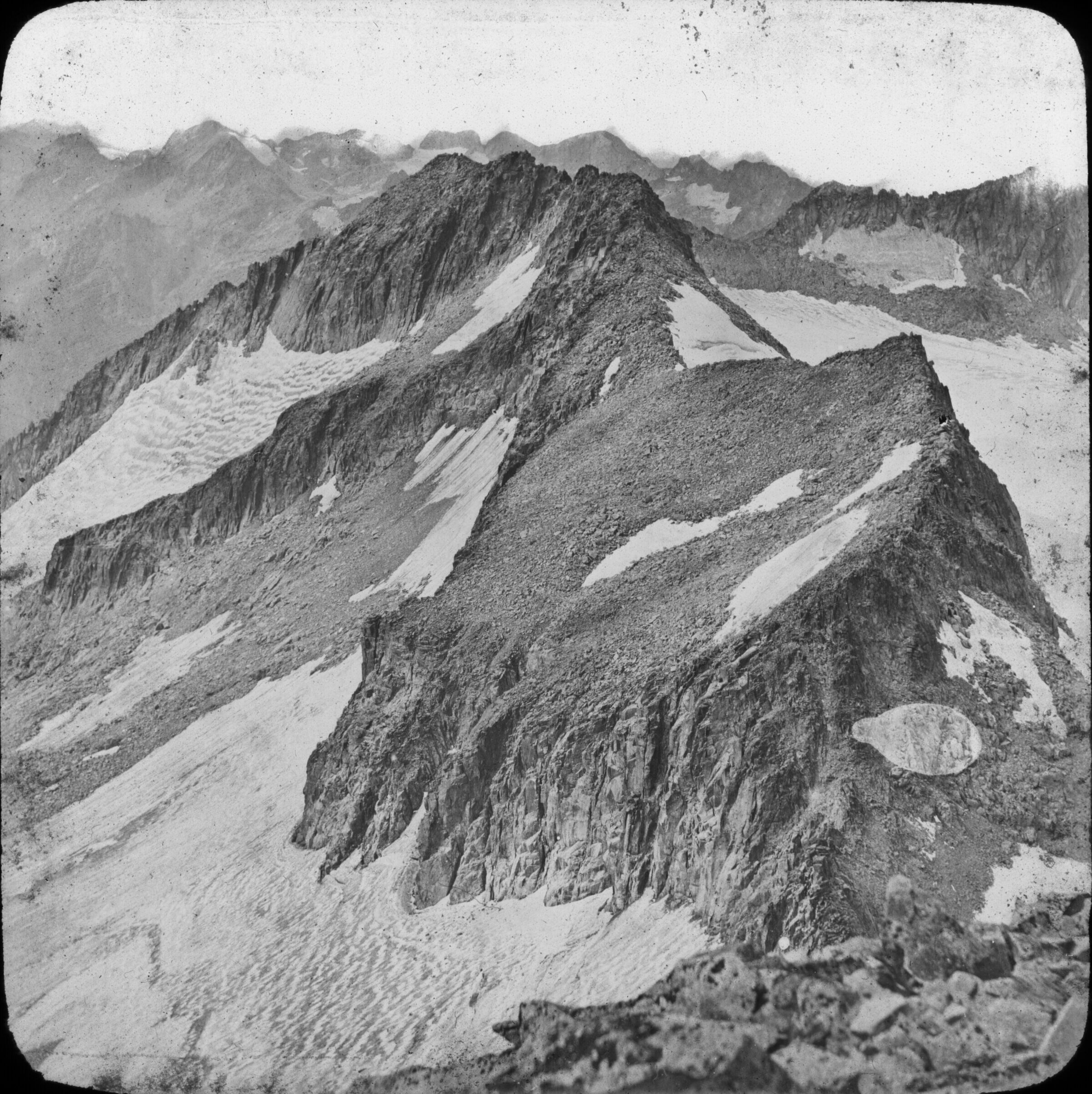
Pic du Milieu et Maladetta, vus du Néthou.
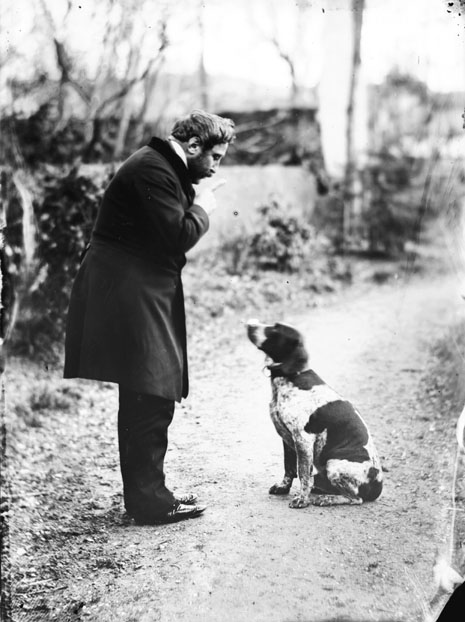
Mon oncle, 1859.
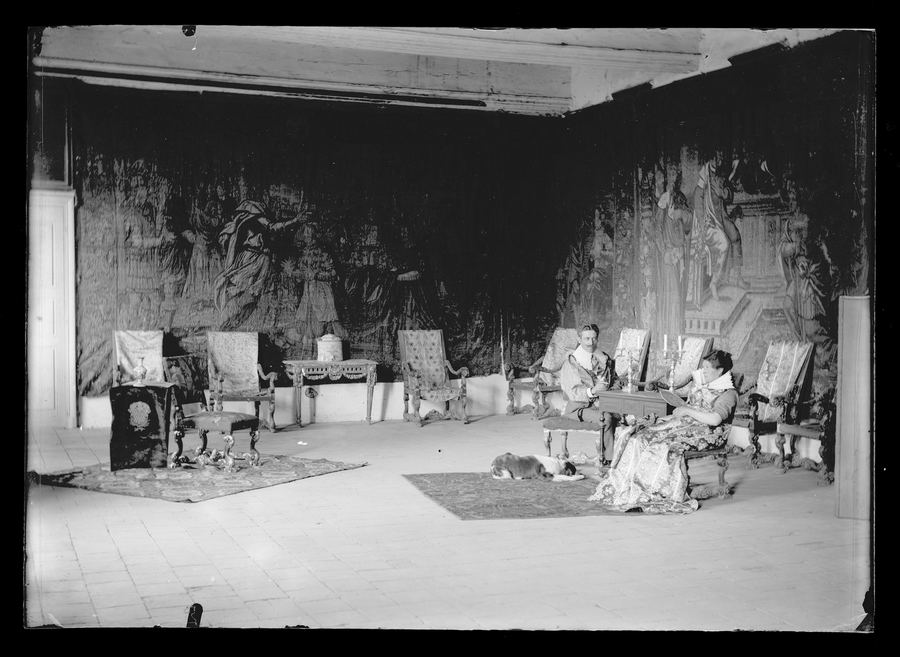
Intérieur du château de Fourquevaux.

### Filmographie
- Emma Fariñas, Instants saisis, Mira productions (documentaire), Toulouse, 2015. Critique du documentaire : Valentine Châtelet, Instants saisis, film documentaire de valorisation d’un fonds photographique patrimonial, Hypothèses, 2015 (en ligne).
- Christophe Giffard, Museum Collection Eugène Trutat, radiodynamique.net (documentaire), Toulouse, 2014 (en ligne).
- Reza Monahan, Anna Neimark : Rude Forms Among Us, SCI-Arc, Los Angeles, juin 2020  (en ligne).

### Presse
- Exposition Eugène Trutat à Toulouse, sur france3-regions.francetvinfo.fr.
- FR3 Toulouse, « La collection photographique Eugène Trutat à Toulouse », sur sites.ina.fr, 27 décembre 1984 (consulté le 9 octobre 2018).
- La Dépêche du Midi, « Eugène Trutat à l'assaut de Los Angeles », 26 janvier 2020 (consulté le 10 mars 2021)
- La Dépêche du Midi, « Les photos d’Eugène Trutat au Muséum », 27 janvier 2021 (consulté le 10 mars 2021)